# Улица Шумилова (Москва)
У́лица Шуми́лова (название с 20 июня 1980 года) — улица в Юго-Восточном административном округе города Москвы на территории района Кузьминки.

## История
Улица получила своё название 20 июня 1980 года в память о Герое Советского Союза М. С. Шумилове (1895—1975), в годы Великой Отечественной войны командовавшем корпусом, 64-й армией, 7-й гвардейской армией, после войны — Беломорским и Воронежским военными округами. До 20 мая 1964 года носила название Совхозная улица посёлка Ново-Кузьминки, до 20 июня 1980 года — 10-я Новокузьминская улица (де-факто была упразднена в конце 1960-х годов).

## Расположение
Улица Шумилова проходит от Зеленодольской улицы на северо-восток, поворачивает на юго-восток и проходит до Есенинского бульвара. Нумерация домов начинается от Зеленодольской улицы.

## Примечательные здания и сооружения
По нечётной стороне:
- № 7 - Qiwi - платёжный терминал.
- № 9 - ГОУ СОШ № 1208 Структурное подразделение № 3.

По чётной стороне:
- № 2к2 - ГОУ СОШ № 1208 Структурное подразделение № 4, Шкаф Дизайн.
- № 6 - Интернет-магазины Elegantdogs.ru и Elegantshopping.
- № 14к1 - General Klimat.
- № 14к2 - СОШ с углублённым изучением английского языка имени М.С.Шумилова Структурное подразделение № 7.
- № 16 - Юридическая консультация Адвокат.
- № 26/6 - Мечта принцессы.

## Транспорт

### Наземный транспорт
По улице Шумилова не проходят маршруты наземного общественного транспорта. У северо-западного конца улицы расположены остановки «Зеленодольская улица» автобусов № 143, 569, Вч (на Зеленодольском проезде), Вк (на Зеленодольской улице).

### Метро
- Станция метро «Кузьминки» Таганско-Краснопресненской линии — юго-западнее улицы, на площади Славы на пересечении Волгоградского проспекта с Жигулёвской и Зеленодольской улицами и улицей Маршала Чуйкова.